# ふね遺産
ふね遺産（ふねいさん、Ship Heritage）とは、公益社団法人日本船舶海洋工学会が認定する、歴史的で学術的・技術的に価値のある船舟類およびその関連設備を表彰する制度。

## 概要
船舶海洋工学分野の技術に関わる日本船舶海洋工学会が、日本機械学会や土木学会などが取り組む、歴史に残る技術関連遺産を大切に保存し文化的遺産として次世代に伝える活動を参考に、学会創立 120 周年にあたる2017年度に認定を開始した。

## 目的
歴史的価値のある「ふね」関連遺産を「ふね遺産」（Ship Heritage）として認定し、社会に周知し、文化的遺産として次世代に伝えるとともに、「ふね遺産」を通じて、国民の「ふね」についての関心・誇り・憧憬を醸成し、歴史的・文化的価値のあるものを大切に保存しようとする国民及び政府・地方自治体の気運を高め、我が国における今後の船舶海洋技術の幅広い裾野を形成することをこの活動の目的とする。
なお、「ふね」の表記は「船」や「舟」も含める意味で、平仮名表記としている。

## 認定対象
以下の項目に該当する各種の現存する物件、ならびに信頼できる十分な証拠資料を伴う非現存物件を認定対象とする。
1. 人や物資を輸送する船舶のみならず、作業船、艦艇、実験船、調査船、海洋構造物などを含む浮体構造物全般
2. それらの設計、製造、運用、教育に関連した設備、工具、施設など
3. 同じく技術資料、規則、標準、文書など
4. 後世に伝承すべき重要な技術や事象を示すもの

なお、既に他の指定または認定を受けたものも含む。また、対象時代範囲は特に定めない。

## 認定基準
船舶海洋技術の発展に大いに寄与し、または我が国の平和・社会・文化・経済・生活・教育に大きく貢献したもので、以下の具体的要件のいずれかに相当し、かつ、その事実を示す資料、及び技術資料が提出されたものを認定する。但し、軍事的貢献・成果などを評価の対象にしない。
船舶海洋技術の発展に対して；
1. 独創的または新規の技術を与えたもの
2. 大きな性能上の改善を与えたもの
3. 設計上の大きな進歩を与えたもの
4. 技術の進歩・改良の大きな一段階となったもの
5. 精緻に復元され学術的価値の高いもの
6. その他特筆に値し、消滅の恐れがあるもの

平和・社会・文化・経済・生活・教育に対して；
1. ふね関連技術と社会・文化の関係上重要な、初めて、または最古のもの
2. 新たな経済・産業分野の創造に寄与したもの
3. 生活や利便性の向上に顕著に貢献したもの
4. 特筆に値する新たな形や方式を与えたもの
5. ふね関連技術の教育上、大きな貢献をしたもの
6. 歴史的に重要で、現在も活用中、または動態保存か初期状態を留めるもの
7. その他特筆に値し、消滅の恐れがあるもの

## 認定手順
以下の手順で認定する。
1. 広く一般から候補案件を募る。
2. 日本船舶海洋工学会内に設置したふね遺産認定実行委員会が、候補案件の中から、認定基準に照らして推薦案件を選定し、推薦順位を付して、ふね遺産審査委員会に推薦する。
3. 日本船舶海洋工学会長、関係理事、ふね遺産認定実行委員長、外部有識者から構成されるふね遺産審査委員会は、推薦案件の中から、ふね遺産認定案件を決定する。

なお、具体的な審査方法の詳細は別途定めるところによる。

## 一覧

### 第1回

#### 現存船
| 認定案件                                                       | 所有者                           |
| -------------------------------------------------------------- | -------------------------------- |
| 機関搭載浮揚状態で現存する最古の日本建造練習帆船               | 横浜市（帆船日本丸記念財団管理） |
| スクリュープロペラの原型である螺旋スクリュー推進流氷海域遊覧船 | 紋別市                           |

#### 復元船
| 認定案件                                                 | 所有者 |
| -------------------------------------------------------- | ------ |
| 江戸時代の海運で活躍した菱垣廻船の唯一忠実な実物大復元船 | 大阪市 |

#### 船舶に搭載された機器、設備
| 認定案件                                               | 所有者       |
| ------------------------------------------------------ | ------------ |
| 機関自動化の先駆け金華山丸のブリッジ設置制御コンソール | (株)商船三井 |

#### 船舶の建造施設
| 認定案件                                           | 所有者             |
| -------------------------------------------------- | ------------------ |
| 明治期(1899年建設)のユニークな煉瓦積みドック       | 住友重機械工業(株) |
| 我が国残存の最古級(1914年建設)コンクリート製ドック | 下関市             |

#### 船舶の研究関連設備、機器
| 認定案件                                           | 所有者       |
| -------------------------------------------------- | ------------ |
| 我が国最古(1937年竣工)の大学船型試験水槽           | 東京大学     |
| 世界に先駆けたオール・イン・ワン型実船計測システム | 横浜国立大学 |

#### 造船関連資料
| 認定案件                                        | 所有者   |
| ----------------------------------------------- | -------- |
| 明治・大正・昭和に亘る40000点に及ぶ造船技術資料 | 東京大学 |

### 第2回

#### 現存船
| 認定案件                                       | 所有者                             |
| ---------------------------------------------- | ---------------------------------- |
| 昭和初期の技術を今に伝える現存貨客船           | 日本郵船(株)                       |
| 現存する最古の日本建造練習帆船                 | 公益財団法人伏木富山港・海王丸財団 |
| 江戸時代に建造された、現存する唯一の、大名の船 | 徳島市立徳島城博物館               |
| 我が国初の自航式コンクリート貨物船             | 広島県                             |

#### 船舶の建造施設
| 認定案件                                                   | 所有者                 |
| ---------------------------------------------------------- | ---------------------- |
| 難工事を克服した、日本人技術者による神戸港初のドライドック | 川崎重工業(株)神戸工場 |
| 我が国残存の最古級(1914年建設)コンクリート製ドック         | 下関市                 |

#### 造船関連資料
| 認定案件                                           | 所有者             |
| -------------------------------------------------- | ------------------ |
| 江戸・明治期の造船、海事に関する歴史資料           | 東京大学駒場図書館 |
| 弁才船の構造や航行の模様を精緻に描いた船絵馬の秀作 | 粟崎八幡神社       |
| 練習船の革新を促した海難事故を今に伝える           | 鹿児島大学水産学部 |

### 第3回

#### 現存船
| 認定案件                                                     | 所有者       |
| ------------------------------------------------------------ | ------------ |
| 漁業の発展に貢献した現存する最古の国産鋼船                   | 東京海洋大学 |
| 鉄船時代の英国造船技術を今に伝える我が国に現存する唯一の帆船 | 東京海洋大学 |

#### 非現存船
| 認定案件                                                                           | 所有者   |
| ---------------------------------------------------------------------------------- | -------- |
| 我が国の技術役人と船大工によって建造された大船建造解禁後初竣工の洋式帆船           | 非現存船 |
| ロシア人技術者指導の下、我が国の船大工が建造し、その後の洋式船建造の礎となった帆船 | 非現存船 |
| 我が国初の外洋航行型自動車専用運搬船                                               | 非現存船 |

#### 船舶の建造施設
| 認定案件                                       | 所有者                   |
| ---------------------------------------------- | ------------------------ |
| 進水作業の効率化を実現した日本発祥の設備       | 三菱造船(株)下関江浦工場 |
| 我が国近代造船業の黎明期に活躍した最も古い遺構 | 三菱重工業(株)長崎造船所 |

### 第4回

#### 現存船
- 第五福竜丸[9]
- MERMAID[9]
- 川ひらた（遠賀川五平太舟）[9]

#### 造船関連資料
- 日米船鉄交換船"Eastern Soldier"の図面原紙[9]
- 市川造船所造船資料[9]

#### 非現存船
- むつ[9]
- さんふらわあ[9]
- 畿内丸[9]

### 第5回

#### 現存船
- しんかい2000[10]
- 第一芝浦丸[10]
- 文化船ひまわり[10]

#### 船舶の建造施設
- 三重津海軍所跡[10]

#### 非現存船
- 箱根丸[10]
- 進徳丸[10]
- 咸臨丸[10]